# Wall Street (phim)
Wall Street là một cuốn phim Mỹ phát hành 1987, được đạo diễn và cùng viết truyện bởi đạo diễn Oliver Stone, với những ngôi sao màn ảnh Michael Douglas, Charlie Sheen, và Daryl Hannah. Cuốn phim kể về câu chuyện của Bud Fox (Sheen), một môi giới chứng khoán trẻ, rồi có quan hệ với Gordon Gekko (Douglas), một người giàu có, vô lương tâm chuyên mua bán các doanh nghiệp.
Stone thực hiện bộ phim như một quà tặng cho cha mình, Lou Stone, một môi giới chứng khoán trong thời kỳ Đại suy thoái. Nhân vật Gekko được cho là một hỗn hợp của nhiều người, bao gồm Dennis Levine, Ivan Boesky, Carl Icahn, Asher Edelman, Michael Ovitz, Michael Milken, và chính Stone. Nhân vật Sir Lawrence Wildman trong khi đó, lại theo mô hình một nhà tài chính Anh nổi bật và cũng là một người mua bán doanh nghiệp Sir James Goldsmith. Ban đầu, hãng phim muốn Warren Beatty đóng vai Gekko, nhưng ông ta không quan tâm; Stone, trong khi đó, lại muốn Richard Gere, nhưng Gere lại cho qua vai này.
Bộ phim đã được các nhà phê bình phim lớn đón nhận nồng nhiệt. Douglas giành được Giải Oscar cho nam diễn viên chính xuất sắc nhất, và cuốn phim được coi là tiêu biểu của những thành công trong các năm 1980, với nhân vật của Douglas tuyên bố rằng 'tham lam là tốt.' Nó cũng được chứng minh có ảnh hưởng trong việc truyền cảm hứng cho những người làm việc ở phố Wall, với Sheen, Douglas, và Stone phát biểu trong những năm sau, cái phong cách mà nhiều người lặng lẽ tiếp cận họ và nói rằng, họ trở thành một người môi giới chứng khoán, bởi vì các nhân vật họ đóng trong phim.
Stone và Douglas đoàn tụ làm một phim tiếp theo mang tên Wall Street: Money Never Sleeps, được công chiếu vào ngày 24 tháng 9 năm 2010.